# 小行星5575
小行星5575（5575 Ryanpark）是一颗围绕太阳公转的小行星。1985年9月4日，亨利·德波鸿诺在拉西拉天文台发现了此天体。
这颗小行星的绝对星等为231.06021等。